# Sainte-Madeleine-de-la-Rivière-Madeleine
Pour les articles homonymes, voir Sainte Madeleine et Rivière Madeleine.
Sainte-Madeleine-de-la-Rivière-Madeleine est une municipalité du Québec au Canada, située dans la municipalité régionale de comté (MRC) de La Haute-Gaspésie en Gaspésie–Îles-de-la-Madeleine. Elle est composée de trois villages : Madeleine-Centre, Manche-d'Épée et Rivière-la-Madeleine.

## Toponymie
Le nom de la municipalité provient de la seigneurie de la Rivière-de-la-Madeleine, qui a été concédée en 1679. Quant à l'origine du nom de la rivière et de la municipalité elle est inconnue. Une hypothèse plausible associe le toponyme à l'œuvre de vie de l'abbé Jacques de La Ferté de La Madeleine, bien que celui-ci ne soit jamais allé au Canada. Sainte-Madeleine-de-la-Rivière-Madeleine est la ville avec le nom le plus long du Québec, avec 41 caractères, incluant les traits d'union.

## Histoire

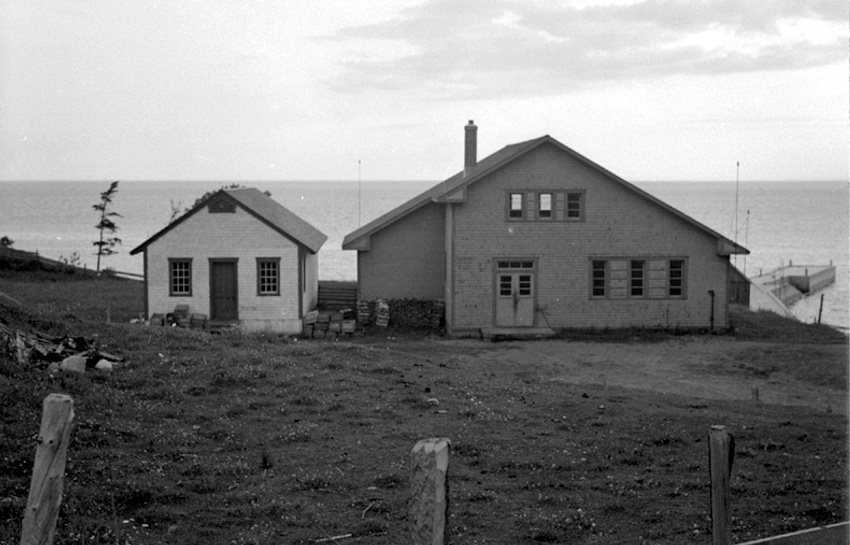
Entrepôt frigorifique à Madeleine en 1941

La seigneurie de la Rivière-de-la-Madeleine a appartenu à différents seigneurs dans les années 1600 et 1700, mais aucun ne vint s'y établir. Le premier habitant de Madeleine, François Briard, arriva en 1837. En 1871, John Ross de Québec devint le propriétaire de la seigneurie de Rivière-Madeleine. Il relança l'économie de l'endroit en installant un chantier de coupe et un moulin à scie. La même année, le phare du cap de la Madeleine est inauguré.
En 1914, la paroisse catholique de Sainte-Marie-Madeleine fut érigée canoniquement et la première église fut inaugurée. En 1917, Charles W. Mullen du Maine acheta le territoire forestier d'Édouard Vachon et fonda la compagnie Great Western Paper Company qui établit une usine de pâte de bois le long de la rivière Madeleine, comprenant la construction d'un barrage, d'une centrale électrique et d'un chemin de fer. Dans les années 1920, la compagnie connut des difficultés. En 1926, elle fut réorganisée sous un nouveau nom Cape Magdalen Pulp and Paper Co. En 1927, la Brown Corporation acheta les propriétés de cette compagnie dans le but de construire une usine le long de la mer. Dans la foulée, l'usine le long de la rivière fut détruite, le village fut électrifié et l'hôtel rénové. La crise économique de 1929 mit fin à ce projet de construction d'une usine.

## Géographie
Sainte-Madeleine-de-la-Rivière-Madeleine est située sur la rive sud de l'estuaire du fleuve Saint-Laurent sur la péninsule gaspésienne à 90 km à l'est de Sainte-Anne-des-Monts et à 112 km à l'ouest de Gaspé. Elle est composée de trois hameaux : Madeleine-Centre, Manche-d'Épée et Rivière-la-Madeleine.
Le territoire de Sainte-Madeleine-de-la-Rivière-Madeleine est surtout habité sur la côte de l'estuaire maritime du Saint-Laurent le long de la route 132. L'intérieur du territoire est parcouru par les vallées des rivières Madeleine et de Manche-d'Épée, la première étant une rivière à saumon qui est gérée par zec de la Rivière-Madeleine, la seconde a son crénon au sud-ouest de la municipalité, traverse la réserve écologique de Manche-d'Épée et se jette dans la baie de Manche-d'Épée. La rivière Petite rivière Madeleine coule entièrement dans la municipalité et se déverse dans l'estuaire à Madeleine-centre. Le lac au Diable, situé à la limite sud de la municipalité, est le crénon de la Rivière au Diable.

## Démographie

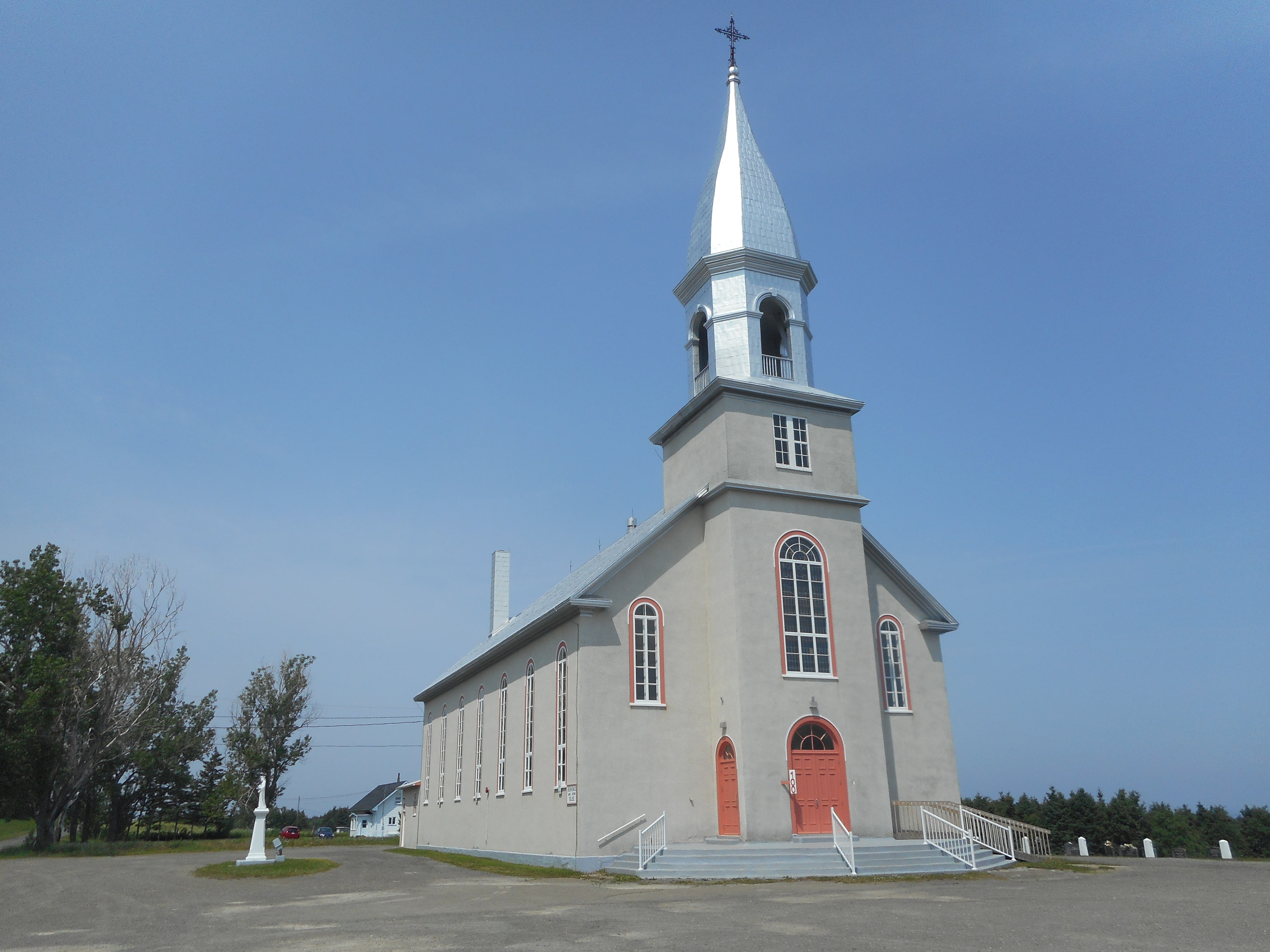
Église de Sainte-Marie-Madeleine

| 1991 | 1996 | 2001 | 2006 | 2011 | 2016 | 2021 |
| ---- | ---- | ---- | ---- | ---- | ---- | ---- |
| 544  | 482  | 425  | 373  | 334  | 289  | 289  |

## Administration
Les élections municipales se font en bloc pour le maire et les six conseillers.
| Sainte-Madeleine-de-la-Rivière-Madeleine Maires depuis 2001                                                          |                 |         |          |
| Élection | Maire           | Qualité | Résultat |
| 2001 | James Patterson |         | Voir     |
| 2005 | James Patterson | Voir    |          |
| 2009 | Joël Côté       |         | Voir     |
| 2013 | Joël Côté       | Voir    |          |
| 2017 | Joël Côté       | Voir    |          |
| 2021 | Joël Côté       | Voir    |          |
| Élection partielle en italique Depuis 2005, les élections sont simultanées dans toutes les municipalités québécoises |                 |         |          |

## Galerie

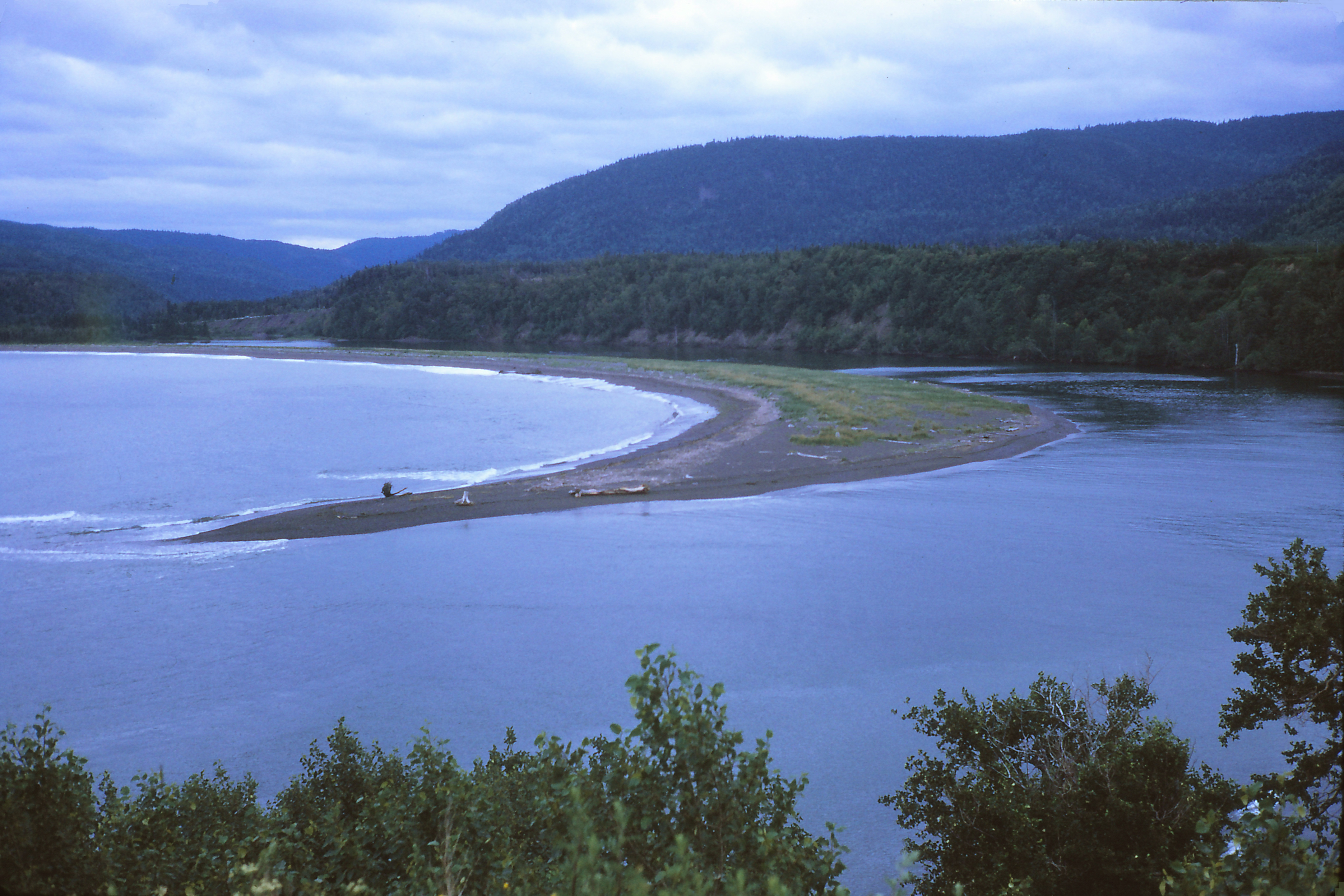
Barachois de la rivière Madeleine
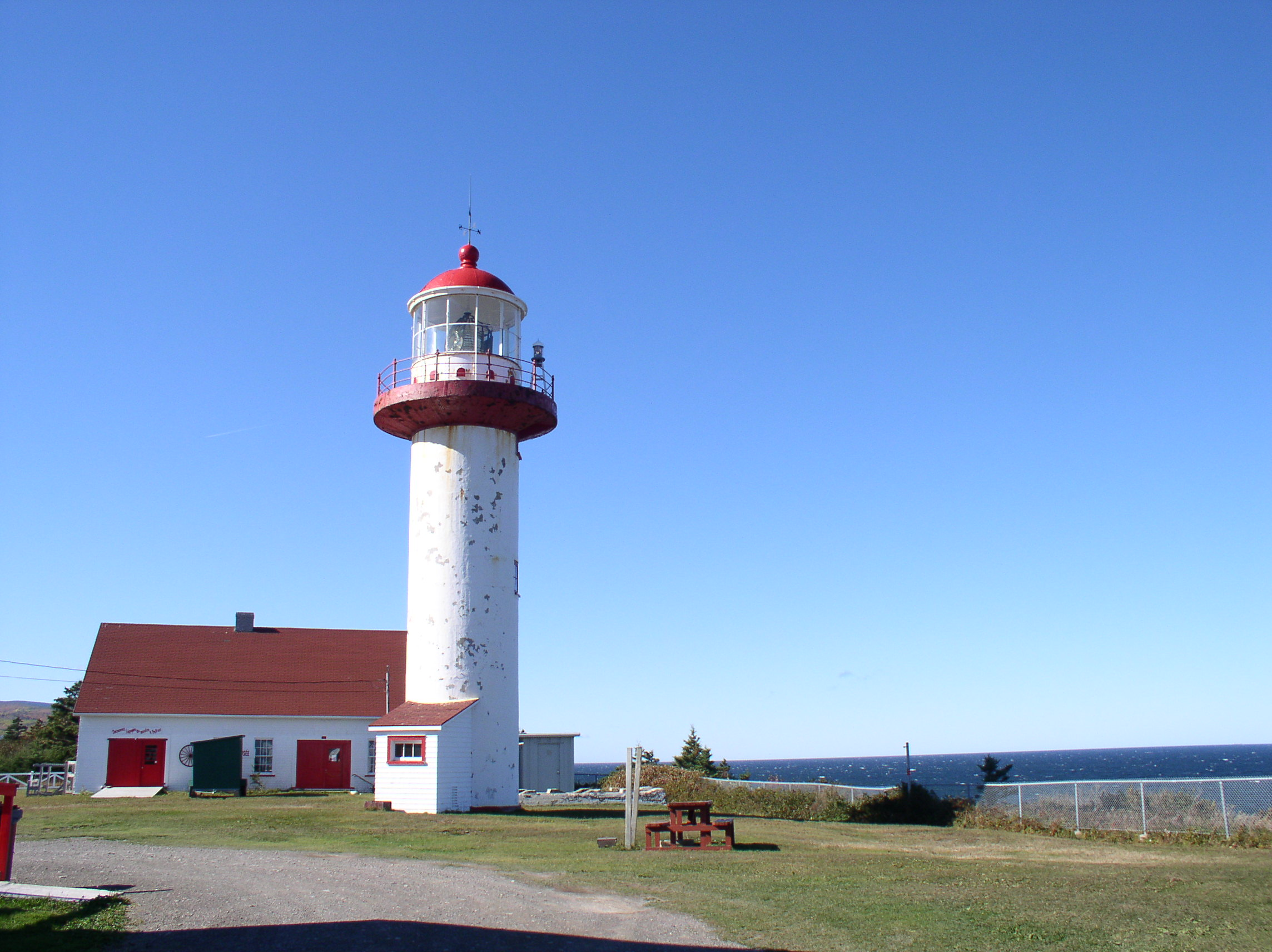
Phare du Cap-de-la-Madeleine